# Jason Weir-Smith
Jason Weir-Smith (Johannesburg, 8 agosto 1975) è un ex tennista sudafricano, attivo dal 1998 al 2001 e specializzato nel doppio, specialità nella quale ha raggiunto l'81ª posizione del ranking e si è aggiudicato cinque tornei del circuito Challenger.

## Statistiche

### Tornei minori

#### Doppio

##### Vittorie (5)
| Legenda tornei minori |
| Challenger (5)        |
| Futures (0)           |

| Numero | Data             | Torneo                                                  | Superficie     | Compagno            | Avversari in finale            | Punteggio     |
| 1.     | 27 giugno 1999   | Eisenach Challenger, Eisenach                           | Terra rossa    | Mitch Sprengelmeyer | Dirk Dier Marcus Hilpert       | 6-3, 6-1      |
| 2.     | 15 agosto 1999   | Levene Gouldin & Thompson Tennis Challenger, Binghamton | Cemento        | Mitch Sprengelmeyer | Kevin Kim Hyung-Taik Lee       | 5-7, 6-4, 6-2 |
| 3.     | 3 ottobre 1999   | San Antonio Challenger, San Antonio                     | Cemento        | Mitch Sprengelmeyer | Andrew Painter Byron Talbot    | 6-3, 7–6(6)   |
| 4.     | 6 agosto 2000    | Open Castilla y León, Segovia                           | Terra rossa    | Ashley Fisher       | Jordan Kerr Damien Roberts     | 7–6(5), 6-1   |
| 5.     | 11 febbraio 2001 | KGHM Dialog Polish Indoors, Breslavia                   | Cemento indoor | Wayne Black         | Julian Knowle Michael Kohlmann | 6-3, 6-4      |

##### Finali perse (4)
| Legenda tornei minori |
| Challenger (3)        |
| Futures (1)           |

| Numero | Data             | Torneo                              | Superficie  | Compagno            | Avversari in finale                      | Punteggio     |
| 1.     | 21 giugno 1998   | Albstadt Open, Albstadt             | Terra rossa | Chris Mahony        | Juan Giner Jose Maria Vicente            | 6-2, 3-6, 1-6 |
| 2.     | 28 febbraio 1999 | Ho Chi Minh Challenger, Ho Chi Minh | Cemento     | Justin Bower        | Juan Ignacio Carrasco Jairo Velasco, Jr. | 4-6, 4-6      |
| 3.     | 17 ottobre 1999  | Challenger of Dallas, Dallas        | Cemento     | Mitch Sprengelmeyer | Paul Kilderry Grant Silcock              | 6-4, 3-6, 1-6 |
| 4.     | 14 maggio 2000   | BMW Ljubljana Open, Lubiana         | Terra rossa | Paul Rosner         | Emilio Benfele Álvarez Álex López Morón  | 3-6, 4-6      |